# Helen Montilla Santos
Helen Montilla Santos (Barcelona, 4 de diciembre de 1969) es una deportista española que compitió en vela en la clase Europe.
Ganó una medalla de bronce en el Campeonato Mundial de Europe de 2006 y una medalla de oro en el Campeonato Europeo de Europe de 2007. Participó en los Juegos Olímpicos de Atlanta 1996, ocupando el 17.º lugar en la clase Europe.

## Palmarés internacional
| \| Campeonato Mundial \| Campeonato Mundial \| Campeonato Mundial \| Campeonato Mundial \| \| Año \| Lugar \| Medalla \| Clase \| \| ------------------ \| ----------------------- \| ------------------ \| ------------------ \| \| 2006 \| Copenhague ( Dinamarca) \| Medalla de bronce \| Europe \| \| Campeonato Europeo \| \| \| \| \| Año \| Lugar \| Medalla \| Clase \| \| 2007 \| La Escala ( España) \| Medalla de oro \| Europe \| |                         |                   |        |
| Campeonato Mundial |                         |                   |        |
| Año | Lugar                   | Medalla           | Clase  |
| 2006 | Copenhague ( Dinamarca) | Medalla de bronce | Europe |
| Campeonato Europeo |                         |                   |        |
| Año | Lugar                   | Medalla           | Clase  |
| 2007 | La Escala ( España)     | Medalla de oro    | Europe |